# Здание Технической школы
Здание Технической школы — памятник архитектуры. Расположен в Санкт-Петербурге, современный адрес дома — проспект Стачек, 30.
Линейное здание, одно из крупнейших, предназначенных для школ (рассчитано на 1640 учащихся), построено в 1930—1932 годах по проекту И. И. Фомина. Длина основного корпуса — около 250 метров, его торцы закруглены, корпус столовой — цилиндрический, стоит отдельно и связан с основным зданием переходом на уровне второго этажа. Большая часть площади здания была отведена под специализированные кабинеты по двум сторонам коридоров, что соответствовало бригадно-лабораторному методу обучения. Актовый и физкультурный залы располагались в торцах.
Окна на фасаде расставлены монотонно, с северной части монотонность разбита вертикальными витражами объёмов лестниц. Со стороны проспекта сделано выступающее звено с вестибюлем и актовым залом. У закруглённого торца на первом ярусе были расположены круглые столбы, на втором — лежачие окна, третий ярус был глухой стеной. На первом ярусе столовой, также расположенной со стороны проспекта, были горизонтальные окна, на втором — круговое остекление, галерея с ленточными окнами между корпусами поддерживается лишь двумя тонкими столбами.
Во время Великой Отечественной войны передний объём был разрушен и при реставрации заменен на четырёхэтажный портик в стиле «сталинского ампира»; у столовой была изменена конфигурация окон.
В 1941 году в здании находилась 2-я ленинградская специальная средняя школа Военно-воздушных сил. В 1950-х годах в здании располагался институт иностранных языков, затем — общежитие Педагогического института им. А. И. Герцена. С начала 2000-х годов здесь располагается Институт народов Севера.

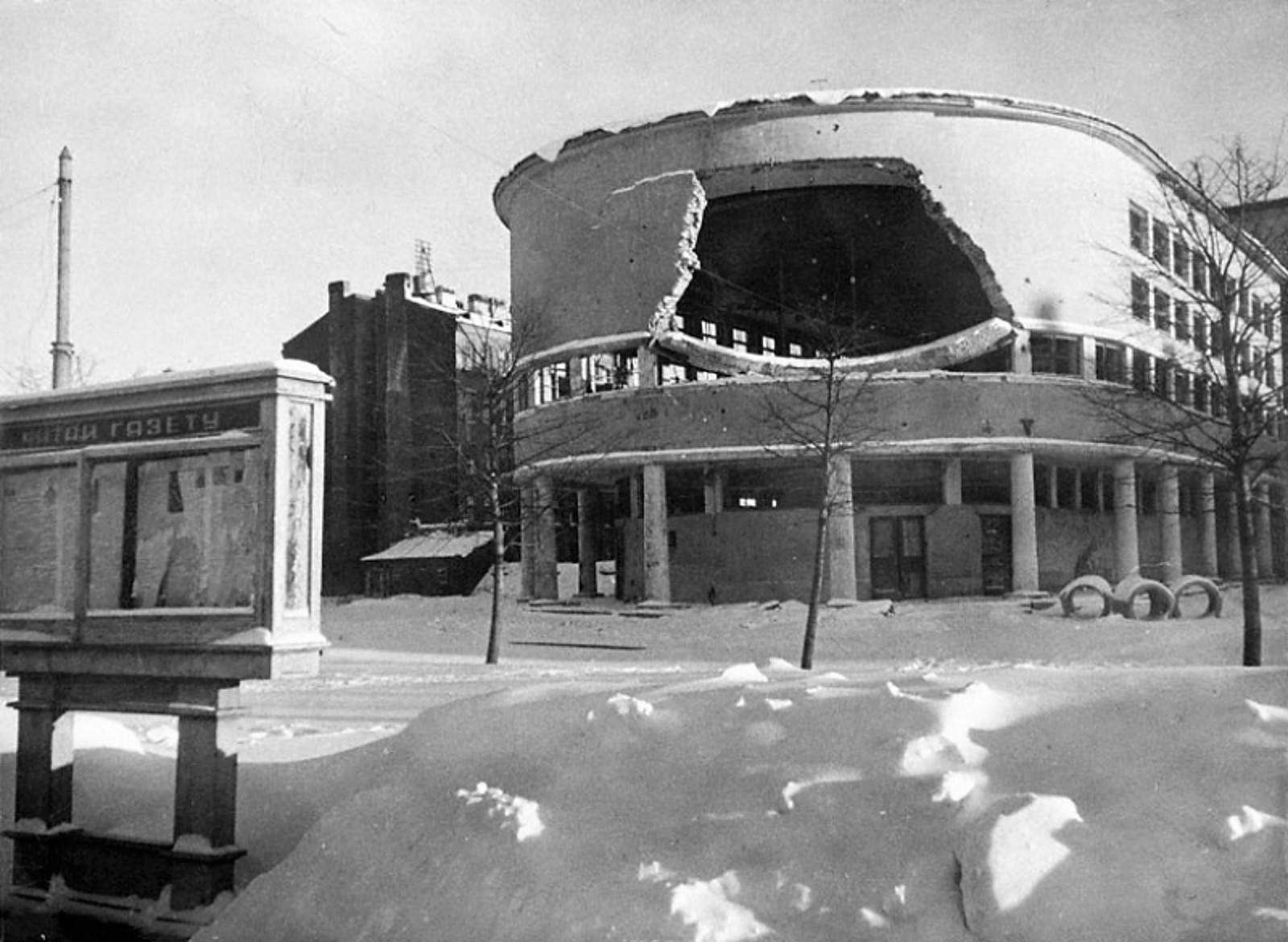
52-я школа Кировского района после артобстрела. Западный торец основного здания, декабрь 1942 года.
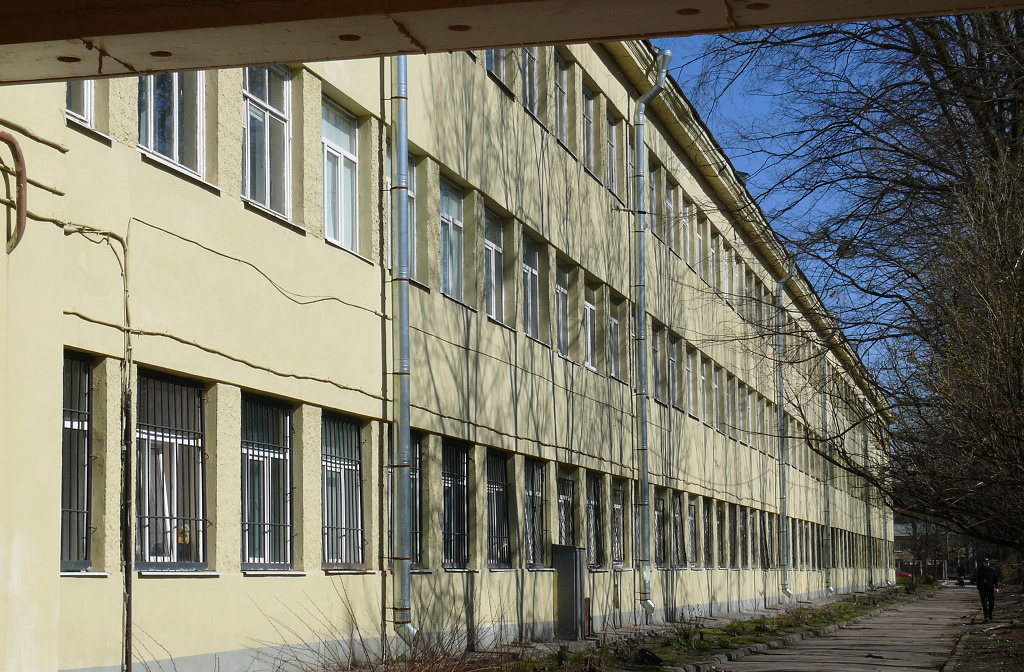
Южный фасад
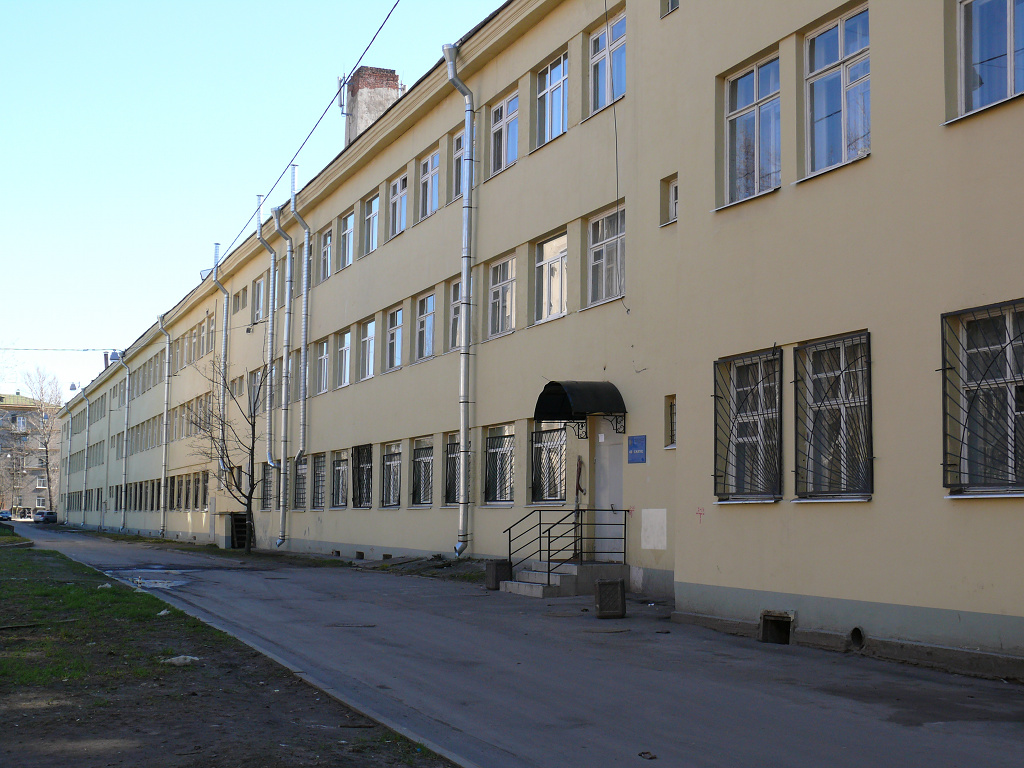
Северный фасад
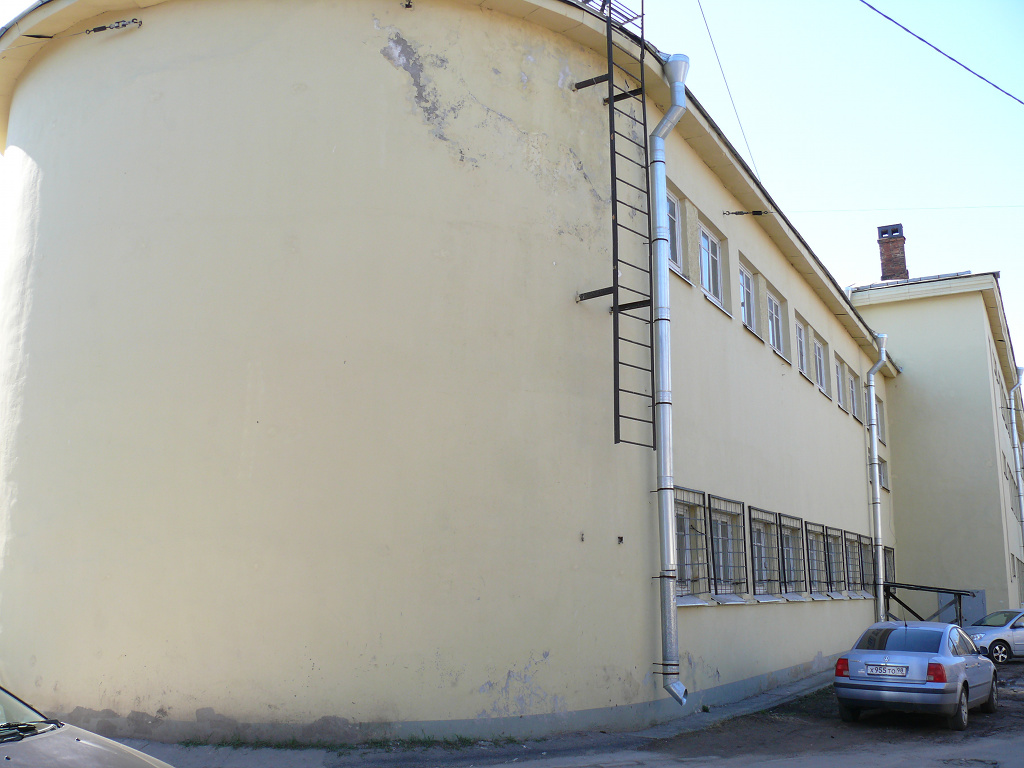
Восточное крыло
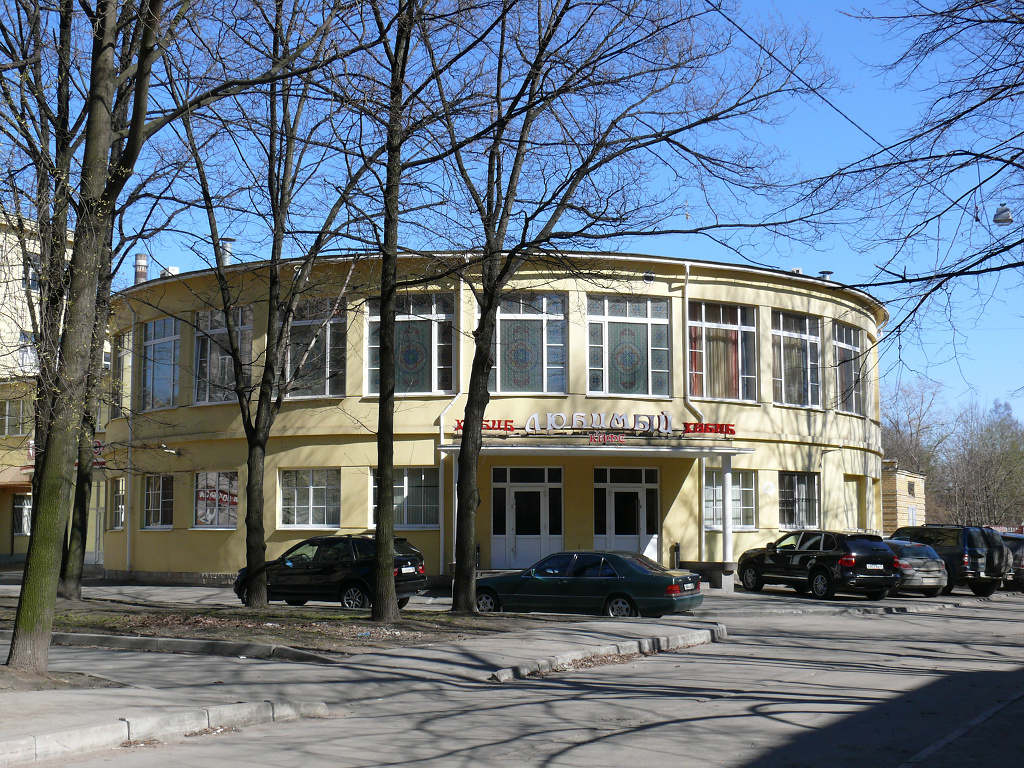
Здание, в котором ранее находилась столовая
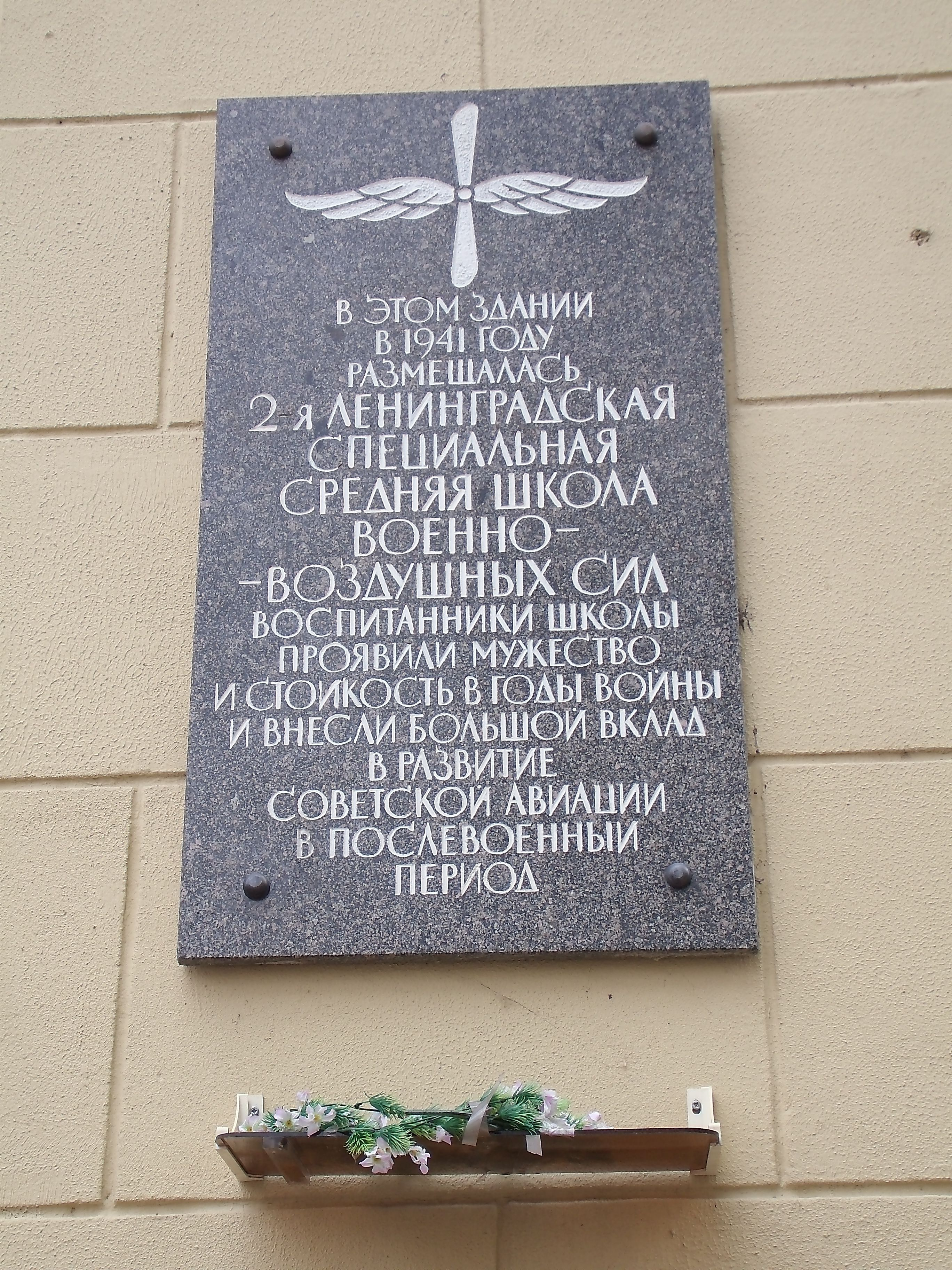
Памятная доска